# Ankirondro
Ankirondro is een plaats en gemeente in Madagaskar gelegen in het district Belo sur Tsiribihina van de regio Menabe. Er woonden bij de volkstelling in 2001 ongeveer 10.000 mensen.
In de plaats is basisonderwijs beschikbaar. 60% van de bevolking is landbouwer en 20% houdt zich bezig met veeteelt. Het belangrijkste gewas is rijst, maar er wordt ook bonen en linze verbouwd. 5% van de bevolking is werkzaam in de dienstensector en de overige 15% voorziet in levensonderhoud middels visserij.